# Walnut Whip
 Der er for få eller ingen kildehenvisninger i denne artikel, hvilket er et problem. Du kan hjælpe ved at angive troværdige kilder til de påstande, som fremføres i artiklen.

Walnut Whip er en britisk chokoladesnack ejet af Nestlé. Den består af en pisket, sød vaniljemix overtrukket af hvid chokolade, som giver en hvirvelformet kegleform, med en halv valnød på toppen.

## Oprindelse
Walnut Whip blev lanceret af Duncan's of Edinburgh og er dermed Nestlé Rowntree's ældste brand. Over en million valnødder, meststendels importeret fra Kina og Indien, bruges hver uge til fremstillingen af snacken ved Halifax i West Yorkshire. Nestlé hævder, at en Walnut Whip bliver spist i Storbritannien næsten hvert andet sekund.

## Variationer
Der har været adskillige smagsvarianter af Walnut Whip med bl.a. kaffe- og ahornsmag, men varianten med vaniljesmag er den eneste, der er stærkt udbredt. I den oprindelige variant var valnødden ikke på toppen, men i stedet inde i keglen på et tykt chokolade underlag. Senere kom en ekstra halv valnød ovenpå og efterfølgende blev valnødden indeni fjernet.[kilde mangler]

## I populærkulturen
Ken Livingstone er berømt for ved Sommer-OL 2012 i London at sige, at OL ville koste londonerne prisen på en Whalnut Whip.
Walnut Whip er desuden såkaldt rhyming slang for kip (slang for søvn), the snip (slang for vasektomi) eller 'trip' (i betydningen syretrip eller ecstasytrip).[kilde mangler]